# Leo Portnoff
Leo Portnoff (ur. 12 maja 1875 w Kijowie, zm. 8 listopada 1940 na Florydzie) – muzyk, nauczyciel muzyki, kompozytor. W latach 1906–1915 był profesorem w Konserwatorium Sterna w Berlinie. Do Stanów Zjednoczonych przybył w 1922 roku. Początkowo mieszkał na Brooklynie, a później przeniósł się na Florydę, aby uczyć muzyki na Uniwersytecie w Miami.
Ojciec kompozytora Mischy Portnoff.

## Dzieła
- Concertino in e-moll op.13, Viol/Klav (BOE003532)
- Concertino in a-moll op. 14, Viol/Klav (BOE003533)
- Gazelle, Viol/Klav (BOE004645 Special Order Edition)
- Minuet in old style, Viol/Klav (BOE004646 Special Order Edition)
- On the Dnieper, Orchester (BOE006604 Special Order Edition)
- Russian Fantasia No1 in a-moll, Viol/Klav (BOE004565)
- Russian Fantasia No2 in d-moll, Viol/Klav (BOE004566)
- Russian Fantasia No3 in a-moll, Viol/Klav (BOE004564)
- Russian Fantasia No4 in e-moll, Viol/Klav (BOE004517)
- Waving Fields, Viol/Klav (BOE004648 Special Order Edition)